# Jessica Grieco
Jessica Grieco (* 10. August 1973 in Allentown) ist eine ehemalige US-amerikanische Radrennfahrerin.
1989 wurde Jessica Grieco bei den Junioren-Bahnweltmeisterschaften Dritte im Punktefahren. 1990 wurde sie dreifache Junioren-Vizeweltmeisterin im Punktefahren, in der Einerverfolgung und im Straßenrennen. 1991 errang sie den Titel der Junioren-Weltmeisterin in der Verfolgung, im Sprint wurde sie Zweite.
Bei den UCI-Bahn-Weltmeisterschaften 1993 in Hamar belegte Grieco den dritten Platz im Punktefahren. 1995 wurde sie US-amerikanische Meisterin im Punktefahren. 1995 und 1996 gewann sie die Tour of Somerville.